# کریویه اوزیورا
کریویه اوزیورا (به لاتین: Krivyye Ozyora) یک منطقهٔ مسکونی در روسیه است که در استان آرخانگلسک واقع شده‌است.